# Робиллард, Мелани
Мелани́ Робилла́рд (нем. Melanie Robillard; род. 3 октября 1982, Sussex, Нью-Брансуик) — немецкая и испанская кёрлингистка и тренер по кёрлингу.
В составе женской команде Германии участник зимних Олимпийских игр 2010 года (заняли шестое место); участник четырёх чемпионатов мира (чемпионы в 2010), двух чемпионатов Европы (чемпионы в 2009). Чемпионка Германии среди женщин. В составе смешанной сборной Германии участник трёх чемпионатов Европы  (чемпионы в 2008). Чемпионка Германии среди смешанных команд.
В 2014 году выступала за женскую сборную Испании (на чемпионате Европы 2014, заняли 21-е место) и смешанную сборную Испании (на чемпионате Европы среди смешанных команд 2014, заняли 15-е место).
В «классическом» кёрлинге (команда из четырёх человек одного пола) в основном играла на позициях второго и третьего. 
Как тренер работала с мужской и женской сборными Испании.

## Достижения
- Чемпионат мира по кёрлингу среди женщин: золото (2010).
- Чемпионат Европы по кёрлингу: золото (2009).
- Чемпионат Германии по кёрлингу среди женщин: золото (2009, 2010).
- Чемпионат Европы по кёрлингу среди смешанных команд: золото (2008).
- Чемпионат Германии по кёрлингу среди смешанных команд: золото (2008, 2009).

## Команды
| Сезон                                          | Четвёртый                     | Третий           | Второй               | Первый             | Запасной                                                          | Турниры                             |
| ---------------------------------------------- | ----------------------------- | ---------------- | -------------------- | ------------------ | ----------------------------------------------------------------- | ----------------------------------- |
| Германия                                       |                               |                  |                      |                    |                                                                   |                                     |
| 2007—08                                        | Андреа Шёпп                   | Моника Вагнер    | Анна Хартельт        | Мари-Тереза Роттер | Мелани Робиллард тренер: Райнер Шёпп                              | ЧМ 2008 (9 место)                   |
| 2008—09                                        | Андреа Шёпп                   | Моника Вагнер    | Мелани Робиллард     | Стелла Хайсс       | Кристина Халлер (ЧЕ) тренер: Райнер Шёпп                          | ЧЕ 2008 (4 место) ЧМ 2009 (6 место) |
| 2009—10                                        | Андреа Шёпп                   | Мелани Робиллард | Моника Вагнер        | Коринна Шольц      | Стелла Хайсс тренер: Райнер Шёпп                                  | ЧЕ 2009                             |
| 2009—10                                        | Андреа Шёпп                   | Моника Вагнер    | Мелани Робиллард     | Стелла Хайсс       | Коринна Шольц тренеры: Райнер Шёпп (ЧМ, ЗОИ), Оливер Аксник (ЗОИ) | ЗОИ 2010 (6 место) · ЧМ 2010        |
| 2011—12                                        | Имоген Леман                  | Мелани Робиллард | Коринна Шольц        | Стелла Хайсс       | Моника Вагнер (ЧМ) тренер: Томас Липс (ЧМ)                        | ЧГЖ 2012 · ЧМ 2012 (7 место)        |
| Кёрлинг среди смешанных команд (mixed curling) |                               |                  |                      |                    |                                                                   |                                     |
| 2008—09                                        | Райнер Шёпп                   | Андреа Шёпп      | Sebastian Jacoby     | Мелани Робиллард   | Helmar Erlewein, Моника Вагнер тренер: John Robillard             | ЧЕСК 2008                           |
| 2009—10                                        | Райнер Шёпп                   | Андреа Шёпп      | Sebastian Jacoby     | Мелани Робиллард   | Моника Вагнер                                                     | ЧЕСК 2009 (5 место)                 |
| Испания                                        |                               |                  |                      |                    |                                                                   |                                     |
| 2013—14                                        | Ойане Отаэги                  | Лейре Отаэги     | Aitana Saenz         | Asuncion Manterola | Мелани Робиллард тренер: Antonio De Mollinedo Gonzalez            | ЧЕ 2014 (21 место) (3 место гр. C)  |
| Кёрлинг среди смешанных команд (mixed curling) |                               |                  |                      |                    |                                                                   |                                     |
| 2014—15                                        | Antonio De Mollinedo Gonzalez | Мелани Робиллард | Jose Manuel Sanguesa | Ana Arce           | тренер: Jon Robillard                                             | ЧЕСК 2014 (15 место)                |

(скипы выделены полужирным шрифтом)

## Результаты как тренера национальных сборных
| Год  | Турнир                                           | Сборная               | Место |
| ---- | ------------------------------------------------ | --------------------- | ----- |
| 2011 | Чемпионат Европы по кёрлингу 2011                | Испания (мужчины)     | 20    |
| 2011 | Чемпионат Европы по кёрлингу 2011                | Испания (женщины)     | 18    |
| 2012 | Первенство Европы по кёрлингу среди юниоров 2012 | Испания (юниоры муж.) | 7     |
| 2012 | Первенство Европы по кёрлингу среди юниоров 2012 | Испания (юниоры жен.) | 7     |
| 2014 | Первенство Европы по кёрлингу среди юниоров 2014 | Испания (юниоры жен.) | 9     |

## Частная жизнь
Родилась, выросла и начала играть в кёрлинг в Канаде, выступала в канадских юниорских соревнованиях. Её мать — немка из Германии. В 2004 году, когда отец, канадец Джон Робиллард (англ. John Robillard), получил работу в штаб-квартире НАТО в Брюсселе, вся семья переехала в Европу.
Окончила Брюссельский свободный университет, там изучала право.
Замужем за испанским кёрлингистом и тренером Antonio De Mollinedo, они вместе играли за смешанную сборную Испании на чемпионате Европы 2014.
В 2006 году вместе со многими другими титулованными кёрлингистками фотографировалась топлес для настенного календаря «Женщины кёрлинга: Огонь на льду» (англ. Women of Curling (Fire on Ice)), пропагандирующего интерес публики к кёрлингу.